# Radoszówka
Radoszówka (ukr. Радошівка) – wieś na Ukrainie  w obwodzie tarnopolskim, w rejonie krzemienieckim.
W okresie międzywojennym w miejscowości stacjonowała strażnica KOP „Radoszówka”.